# Cabaletta
Cabaletta (frz. cavalette, von ital. cobbola: „Strophe“) ist ein Begriff für eine Arienform oder für einen Schluss-Satz in einer Arie.
Im 18. Jahrhundert ist eine Cabaletta eine kurze, einfache Arie, die aus einer Strophe besteht. Seit dem frühen 19. Jahrhundert kann die Cabaletta den Schlusssatz einer Arie (wie der Cavatine) oder eines Duetts in der italienischen Oper bilden. Während der erste Satz (oft mit Cantabile bezeichnet) in gemäßigtem Tempo gehalten ist, bildet die Cabaletta einen Stretta-Schluss, ist also schneller und für die Singstimmen virtuoser gehalten, während das Orchester einen prägnanten Rhythmus wiederholt. Ein spätes Beispiel einer Cabaletta zeigt sich in der Arie der Violetta im 1. Akt von Giuseppe Verdis La traviata (1853). Die Cabaletta wird in der zweiten Hälfte des 19. Jahrhunderts durch die einsätzige Arie verdrängt.